# Sannahed (västra delen)
Sannahed (västra delen) är en bebyggelse i Kumla kommun som ligger strax väster om Sannahed. Bebyggelsen utgjorde före 2015 en småort.  År 2015 växte denna tillsammans med Sannahed samman med tätorten Hallsberg. 2023 utbröts dessa delar till en gemensam separat tätort, Sannahed.